# طلحه بن عبدالله بن عوف
طلحه بن عبدالله بن عوف الزهری، از تابعین بوده و قاضی مدینه در زمان یزید بن معاویه است و از راویان حدیث نبوی است.

## روایت حدیث
او حدیث پیامبر را از عمویش عبدالرحمن بن عوف، عثمان بن عفان، سعید بن زید و عبدالله بن عباس نقل کرده‌است. سعد بن ابراهیم و زهری و ابوالزیناد و گروهی از او روایت کرده‌اند. مادرش فاطمه بنت مطیع بن الاسود بود.

## مرگ او
طلحه بن عبدالله در سال ۹۹ هجری قمری در زمان حکومت عمر بن عبدالعزیز درگذشت. برخی از متأخران به روایت ابوالقاسم مغربی وزیر نقل کرده‌اند که او در معروف ذکر کرده‌است: طلحه در سال نود و شش یا نود و هفت وفات کرد. گفتنی است در سن و سال فوت او اختلاف است و ابن حبان می‌گوید او در سال نود و هفت و در سن هفتاد و دو سالگی درگذشت.